# Démétrios II (roi séleucide)
Pour les articles homonymes, voir Démétrios.
Ne doit pas être confondu avec Démétrios II (roi de Macédoine).
Démétrios II Nicator (« Le Victorieux »), en grec ancien Δημήτριος Νικάτωρ / Démétrios Nikatôr, est un roi de la dynastie séleucide ayant régné de 146/145 à 140/139 puis de 129 à 126/125 avant J.-C. Son royaume, alors en pleine décomposition, doit affronter à la fois les ingérences romaines, les attaques des Parthes et des querelles dynastiques.

## Biographie

### Sources
Le règne de Démétrios II nous est connu par le récit qui en est fait dans le premier livre des Maccabées et dans les livres V et XVI des Histoires d'Athénée de Naucratis. Son « anabase » en Asie, peu connue, est diversement interprétée par les auteurs grecs et romains qui en rendent compte : Trogue-Pompée (par l'intermédiaire de Justin) l'analyse comme un moyen de distraire le mécontentement populaire, Flavius Josephe la perçoit comme la perpétuation du voyage du roi séleucide en Babylonie et dans les Hautes satrapies, cœur de l'empire durant le règne d'Antiochos Ier.

### Premières années
Fils aîné de Démétrios Ier Sôter et probablement de Laodicé V, il naît sans doute aux environs de 161/160. Marié à Cléopâtre Théa, le couple royal donne naissance à trois enfants au moins : une fille, Laodicé, future reine parthe et deux fils : les futurs Séleucos V et Antiochos VIII. Tout jeune encore, il est envoyé par son père plaider sa cause auprès du Sénat romain. Mais cette ambassade est un échec et ne peut éviter la défaite et la mort de Démétrios Ier face à l'usurpateur Alexandre Balas (v. 151/150). Envoyé en sécurité à Cnide par son père, il échappe au sort de ses parents.

### Lutte pour le trône
Vers 147, Démétrios II tente de récupérer le trône séleucide. À la tête d'une troupe de mercenaires crétois, il débarque en Cilicie et, de là, passe en Syrie. Il n'a alors qu'une quinzaine d'années ce qui laisse à penser qu'il bénéficie de l'appui des officiers de son père et qu'il est sous la coupe du chef de ses mercenaires, Lasthénès. Il obtient le soutien de Ptolémée VI qui le reconnaît comme roi et lui accorde la main de sa fille Cléopâtre Théa, précédemment mariée à Alexandre Balas (v. 146). En échange, Démétrios II s'engage à céder à l'Égypte la Cœlé-Syrie.
Démétrios II semble avoir hérité de la dureté de son père qu'il entend venger. Cette tradition est rapportée par Diodore de Sicile, mais entre en contradiction avec les descriptions de Justin qui le présentent comme un roi peu énergique et apathique durant son premier règne. Les habitants d'Antioche le rejettent donc et acclament comme roi Ptolémée VI. Pour ne pas heurter les Romains, le roi d'Égypte refuse et les convainc de garder Démétrios II. La défaite et la mort d'Alexandre Balas, suivie du décès de Ptolémée VI, délivre Démétrios de deux compétiteurs et lui permet de garder la Cœlé-Syrie (v. 145).

### Premier règne
Démétrios II affronte rapidement de très graves difficultés. En effet, le roi a décidé de dissoudre une grande partie de l'armée régulière du royaume et de réduire sa rémunération d'un montant important. Il s'appuie dès lors sur ses mercenaires grecs, surtout crétois, conduisant à la « tyrannie crétoise». Pour mater la révolte d'Antioche, il appelle à l'aide le grand prêtre d'Israël Jonathan et ses troupes, ce qui accentue la haine que lui portent ses sujets. Le stratège Diodote, commandant de la place d'Apamée, met la main sur le petit Antiochos VI Dionysos, le fils d'Alexandre Balas. Il le proclame roi et chasse Démétrios II d'Antioche (v. 144). Vers 143/142, Diodote se débarrasse d'Antiochos VI et usurpe le trône sous le nom de Tryphon (« Le Magnifique »). De son côté, Démétrios II conserve quelques places littorales, la Cilicie et la Mésopotamie.
En Cœlé-Syrie, les Juifs et les cités exploitent les déchirements séleucides : en 143/142, ils fondent l'Etat et la dynastie hasmonéens, puis se brouillent avec Tryphon qui est ainsi affaibli. Dans ce contexte, ils se voient par exemple confirmer le contrôle de terres royales situées au Nord de leur territoire ; en 139, la ville de Tyr est reconnue « inviolable et sacrée » par Démétrios.
Durant son premier règne, Démétrios tente de refondre le modèle satrapique hérité de ses aïeux. En effet, il procède à une réforme territoriale, aboutissant à la refonte de la satrapie de Coelé-Syrie, dorénavant placée sous l'autorité d'un gouverneur choisi parmi ses proches.
Démétrios II réoriente sa politique contre les Parthes qui ont achevé la conquête de la Médie et de la Babylonie (conquise en 141). Appelé à l'aide par les populations, hellénisées ou non selon Flavius Josephe, il est également appelé par des dynastes babyloniens ou iraniens plus ou moins émancipés de la tutelle séleucide ; cette demande de soutien de dynastes locaux ne doit cependant pas masquer la décomposition du pouvoir séleucide en Babylonie et en Élymaïde, d'où proviennent les principaux appels à l'aide. Il entame alors la reconquête de la Babylonie. Cette tentative de reconquête doit aussi être interprétée comme la conquête d'une base territoriale destinée à lui donner les moyens de s'opposer à un usurpateur, Diodote Tryphon, alors maître d'une partie de la Syrie. Victorieux dans un premier temps, il est capturé par le roi des Parthes, Mithridate Ier en 140/139.

### Captivité
Traité honorablement, Démétrios II est assigné à résidence en Hyrcanie, et se voit accorder la main de Rhodogune de Parthie, une des filles de Mithridate Ier. Il est possible que celle-ci lui ait donné des enfants. Pendant dix ans, Démétrios est l'hôte des Parthes. Les interprétations divergent sur ce mariage : Trogue Pompée (via Justin) affirme qu'il n'a pas épousé l'une des filles de Mithridate, mais de Phraatès II, son successeur. En dépit de cette divergence, tous les auteurs affirment que le monarque séleucide est traité royalement, vivant dans l'aisance, entouré de certains de ses proches qui l'ont rejoint ; Trogue Pompée rapporte son ennui en Hyrcanie, ainsi que les deux tentatives d'évasion, qui échouent l'une comme l'autre. Ainsi, Démétrios a notamment tenté de s'échapper avec un certain Callimandre mais a été rattrapé peu après. Phraatès II, ravisseur de Démétrios, récompense alors Callimandre pour sa fidélité et offre un jeu d'osselets à Démétrios pour dénoncer sa puérilité.
En son absence, son frère Antiochos VII monte sur le trône et épouse à son tour Cléopâtre Théa. Antiochos VII se débarrasse de Tryphon et tente à son tour de reconquérir les satrapies supérieures. D'abord victorieux, il exige de Phraatès II, la remise de son frère, sans doute pour le tuer. Phraatès II libère alors Démétrios qui regagne précipitamment la Syrie, tandis que son frère est battu et tué en 129.

### Second règne
Libre en dépit des tentatives de Phraatès II pour le capturer à nouveau, Démétrios II est restauré à Antioche dont les habitants n'ont pas oublié sa dureté. Ses dix ans de captivité n'ont pas adouci son caractère : il a pris les manières des Parthes (il porte maintenant la barbe), se rendant ainsi encore plus odieux. Sa belle-mère Cléopâtre II, en lutte avec Ptolémée VIII, l'appelle à l'aide et lui propose la couronne d'Égypte. Imprudemment, Démétrios II accepte : à peine a-t-il quitté Antioche que la capitale se soulève. Son armée se mutine et Cléopâtre II doit fuir Alexandrie.
Ptolémée VIII riposte en suscitant un compétiteur à Démétrios : c'est l'usurpateur Zabinas qui se fait passer pour un fils d'Alexandre Ier Balas, prétendument adopté par Antiochos VII. Zabinas prend le nom d'Alexandre II et s'établit à Antioche (v.127) pendant que Démétrios est rejeté vers les villes de Phénicie et Damas. Battu près de Damas (v. 126/125), Démétrios II s'enfuit à Ptolémaïs-Akkè dont sa femme lui refuse l'entrée. Abandonné de tous, il gagne Tyr pour se réfugier dans l'asile inviolable du temple de Melkart. Mais il est tué à l'instant où il débarque. Selon certaines sources, il aurait été torturé à mort.

## Sources antiques
- Justin, Abrégé des Histoires philippiques de Trogue Pompée [détail des éditions] [lire en ligne], XXXVI, XXXVIII.